# Isidella
Isidella Gray, 1857 è un genere di gorgonie della famiglia Isididae.

## Tassonomia
Comprende le seguenti specie:
- Isidella elongata (Esper, 1788)
- Isidella lofotensis Sars, 1868
- Isidella longiflora (Verrill, 1883)
- Isidella tentaculum Etnoyer, 2008
- Isidella tenuis Cairns, 2018
- Isidella trichotoma Bayer, 1990